# أحمد بيتمان
أحمد بيتمان (بالإنجليزية: Ahmad Bateman)‏ هو لاعب غولف أمريكي، ولد في 6 أغسطس 1961 في وندسور في كندا.

## وصلات خارجية
- أحمد بيتمان على موقع رابطة لاعبي الغولف المحترفين (الإنجليزية)